# Середа, Константин Георгиевич
Константин Георгиевич Середа (21 марта 1900, Кубанская область — 1966, Одесса) — полковник Советской Армии, участник Гражданской и Великой Отечественной войн, Герой Советского Союза (1945).

## Биография
Родился 21 марта 1900 года в станице Новолеушковская (ныне — Павловский район Краснодарского края). После окончания начальной школы работал подручным у кузнеца.
В 1918 году пошёл на службу в Рабоче-крестьянскую Красную Армию. Участвовал в боях Гражданской войны, будучи красноармейцем штаба 1-й бригады, два раза был ранен.
Приказом Революционного Военного Совета Республики № 160 в 1923 год был награждён орденом Красного Знамени РСФСР.
После окончания войны продолжил службу в армии. В 1929 году окончил военно-политические курсы, в 1933 году — курсы усовершенствования командного состава, в 1942 году — Военную академию имени М. В. Фрунзе.
С июля 1942 года — на фронтах Великой Отечественной войны. В боях три раза был ранен. К ноябрю 1944 года гвардии подполковник Константин Середа командовал 127-м гвардейским стрелковым полком 42-й гвардейской стрелковой дивизии 40-й армии 2-го Украинского фронта. Отличился во время освобождения Венгрии. В ночь с 5 на 6 ноября 1944 года 127-й полк переправился через Тису к северу от города Токай и захватил плацдарм на её берегу, после чего двое суток удерживал его, отразив в общей сложности четырнадцать немецких контратак и продержавшись до переправы основных сил.
Указом Президиума Верховного Совета СССР от 24 марта 1945 года за «образцовое выполнение боевых заданий командования на фронте борьбы с немецкими захватчиками и проявленные при этом отвагу и геройство» гвардии подполковник Константин Середа был удостоен звания Героя Советского Союза с вручением ордена Ленина и медали «Золотая Звезда» за номером 4243.
В 1946 году в звании полковника был уволен в запас. Проживал и работал в Одессе. Скончался 9 февраля 1966 года, похоронен на 2-м Христианском кладбище Одессы.
Был награждён тремя орденами Ленина, тремя орденами Красного Знамени, орденом Красной Звезды и рядом медалей.